# Église Notre-Dame-de-la-Nativité d'Écrouves
L'église Notre-Dame-de-la-Nativité d'Écrouves est une église catholique située à Écrouves, en France.

## Localisation
L'église est située dans le département français de Meurthe-et-Moselle et la région Grand Est, sur la commune d'Écrouves, près de la route de Paris, à quelques kilomètres de Toul.

## Historique
L'église date du XIe siècle, mais serait bâtie en remplacement d'édifices préexistant des IXe et Xe siècles. Elle acquiert dès cette époque son caractère de lieu de pèlerinage pour la guérison des écrouelles.
L'église est remaniée au XIIIe siècle, ainsi qu'au XVe siècle où elle est transformée en église fortifiée, probablement durant le conflit opposant Bourguignons et Lorrains,.

## Protection
L'église Notre-Dame-de-la-Nativité est classée au titre des monuments historiques par arrêté du 26 décembre 1883.

## Architecture
L'église est de style roman et possède un clocher carré percé d'ouvertures à baies géminées soutenues par des colonnettes. Une collection de modillons orne les rampants du pignon de la façade ouest, ainsi que le clocher. Des éléments de défense sont également présent sur les murs (meurtrières), datant de la fortification de l'église au XIVe siècle. 
L'intérieur de église est composée d'une nef à quatre travées, voutée sur croisée d'ogive. Des fresques des XIVe et XVe siècles ornent le mur sud et des statues des XIVe et XVe siècles décorent l'église,,. 

## Galerie

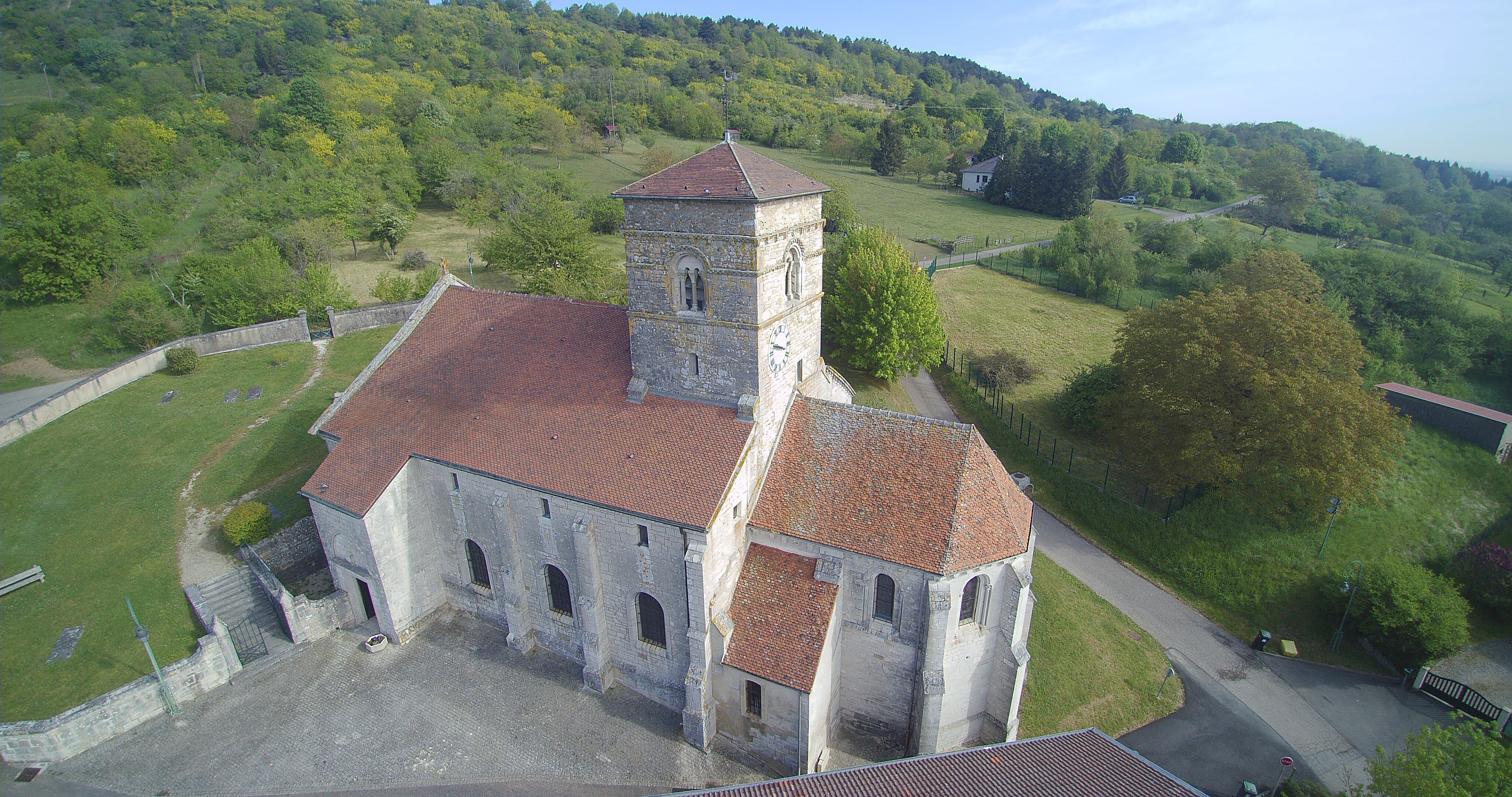
Vue panoramique.
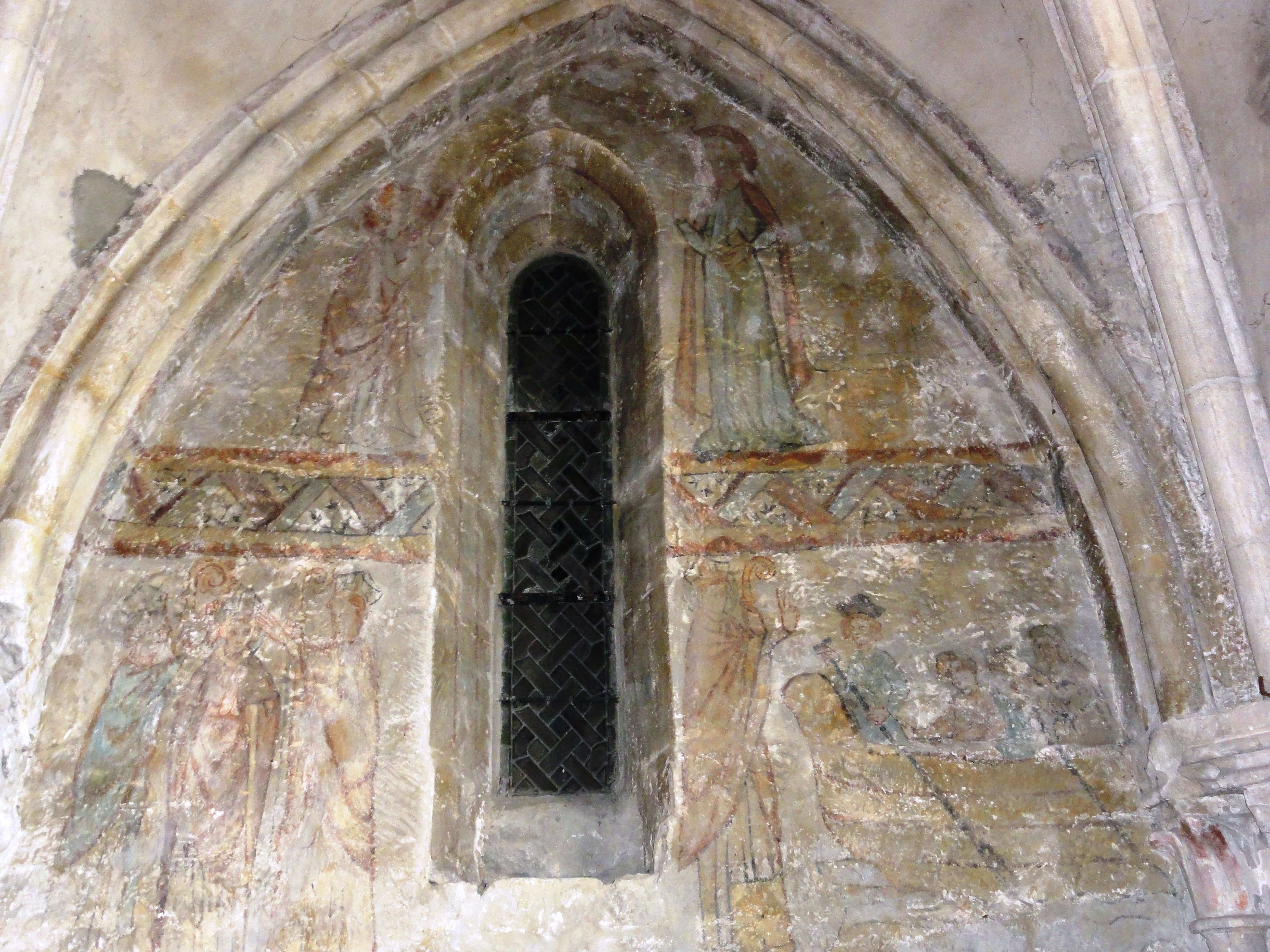
Fresques.
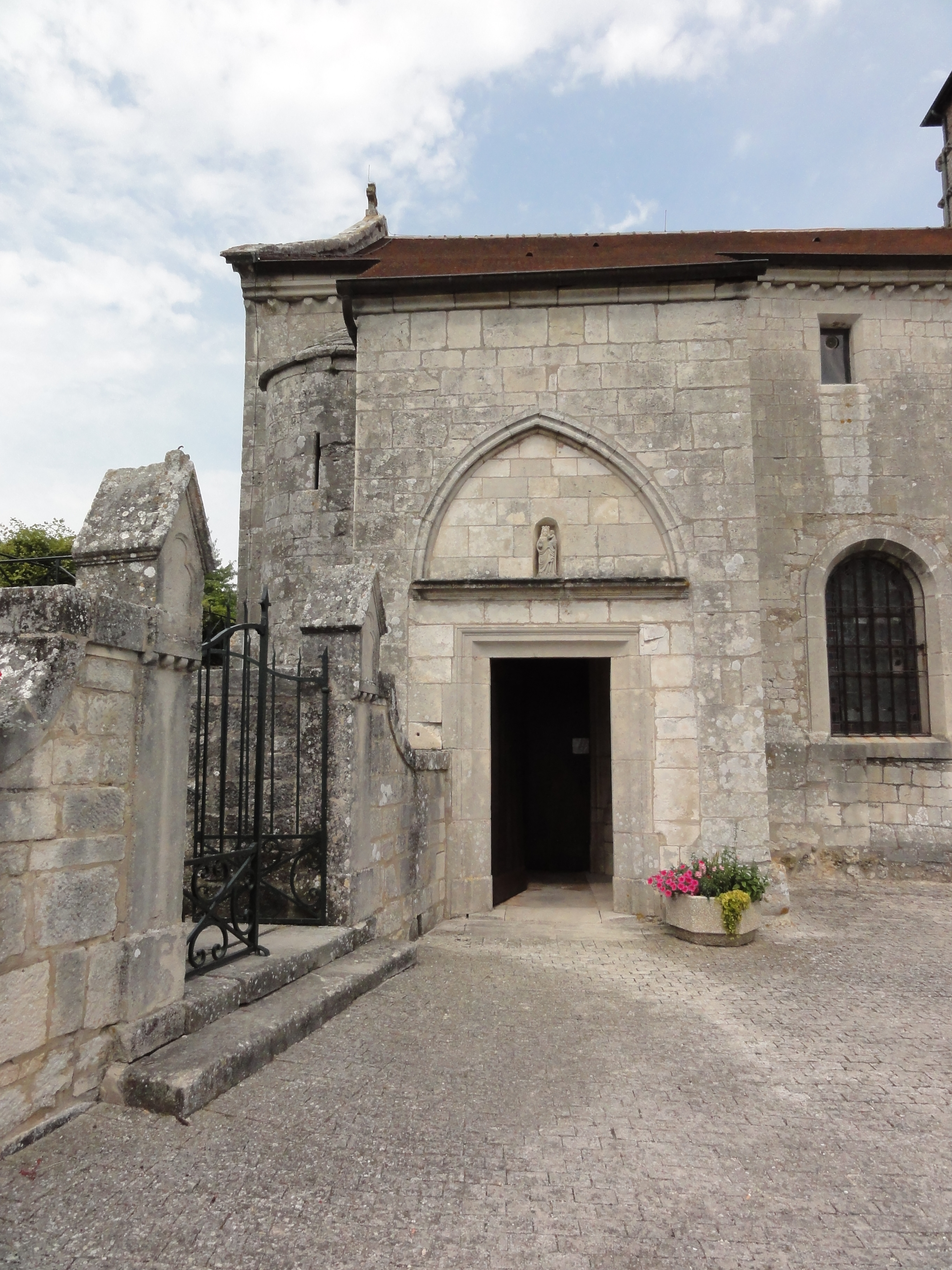
Entrée.
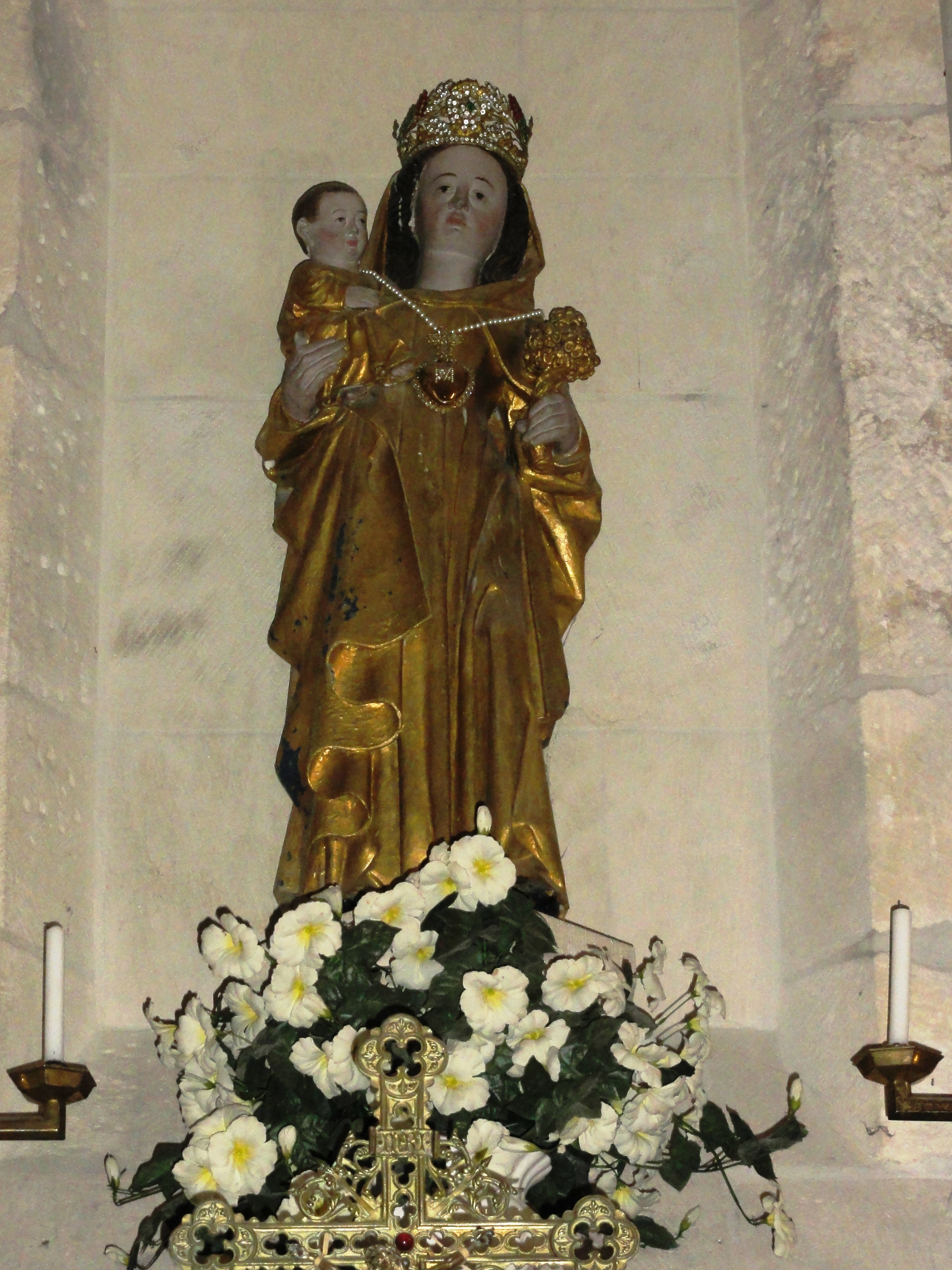
Statue de la Vierge à l'enfant.